# Szent Miklós-templom (Torja)
A torjai Szent Miklós római katolikus templom, eredetileg egy román kori erődtemplom volt, melyet a 15. században védőfallal vették körül. Első írásos említése 1332-re tehető, amely az egykori Altorján – a mai Torja délkeleti részén épült azon a magaslaton, amelyet a templomról Szent Miklós-dombnak neveztek el. A templom az Apor család birtokközpontjában épült, akik jelentős mértékben támogatták az egyházat.

## Története
Egy pápai tizedjegyzék alapján, az altorjai templomot 1332-ben említik először. A templom nevét elsőként egy 1479-ben íródott oklevél örökíti meg: Zenthmiklos Thorya. A templom román kori eredetéről, a torony alatti két henger tagozatú köríves ajtó tanúskodik. (Ez az ajtókeret hasonló a csíksomlyói Szent Péter-temploméhoz.) A templomot a 15. században védőfallal vették körül, melyet egy 1822-ben bekövetkezett földrengést követően lebontottak, a toronya viszont sértetlen maradt. Még ebben az évben elkezdték újjáépíteni a templomot, az eredeti régi torony kivételével.
A régi templomból az 1990-es próbaásatások alkalmával bordaelemek és boltozótéglák kerültek felszínre. A torony 1654-ben épült Rákóczi György idejében. Erre utal az oldalára függesztett, latin nyelvű, kőbe vésett felirat. Itt található a 18. századból egy darab fából faragott feszület ember nagyságú Krisztussal (amely egyedi egész Erdélyben), Az 1785-ből származó keresztelőkút, a régi templom főoltárának egyik kazettás darabja. A templom melletti temetőben több értékes kőkereszt található.
1822-ben lerontatván, egészen ujból épült. A réginek csak tornya maradt meg, hol két hengertagozata körives ajtót találván, azt kell következtetnünk, hogy az román vagy átmeneti korszakból való egyház volt. A régi templomot környezett várkastélynak nagyon magas falai (melyekből, mint öreg emberek mondják, csak a templomfedél csúcsa látszott ki), ölnyire szállittatott le. E köridomu kastély egyik ajtószemöldén 1623 évszám van bevésve. Harangjai szintén régiek; második harangja – melyen az ABC ferde latin betükkel megforditva van körirva – a 16. századból való, mint azt a rajta levő minuskel jegyekkel irt 1555 évszám bizonyitja. A kisebb harang körirata ez: „Donata M. O. P. N. Al-Torja sum fusa 1655.

## A templom harangjai
A 16. századból való harangját 1916-ban elvitték. Új harangjait 1923-ban öntötték.

## A templom rekonstrukciói
Építése óta belső terét 1954-ben és az 1970-es években renoválták. Külső felújításait 1927-ben és 1970-ben végezték. A rendszerváltás óta nagyobb felújításra nem került sor, viszont 2017-ben a tetőszerkezeten tatarozási munkálatok kezdődtek, melynek során kicserélték az összes tetőcserepet. A további külső és belső felújításhoz a hívek adománya mellett pályázni is szándékoznak.

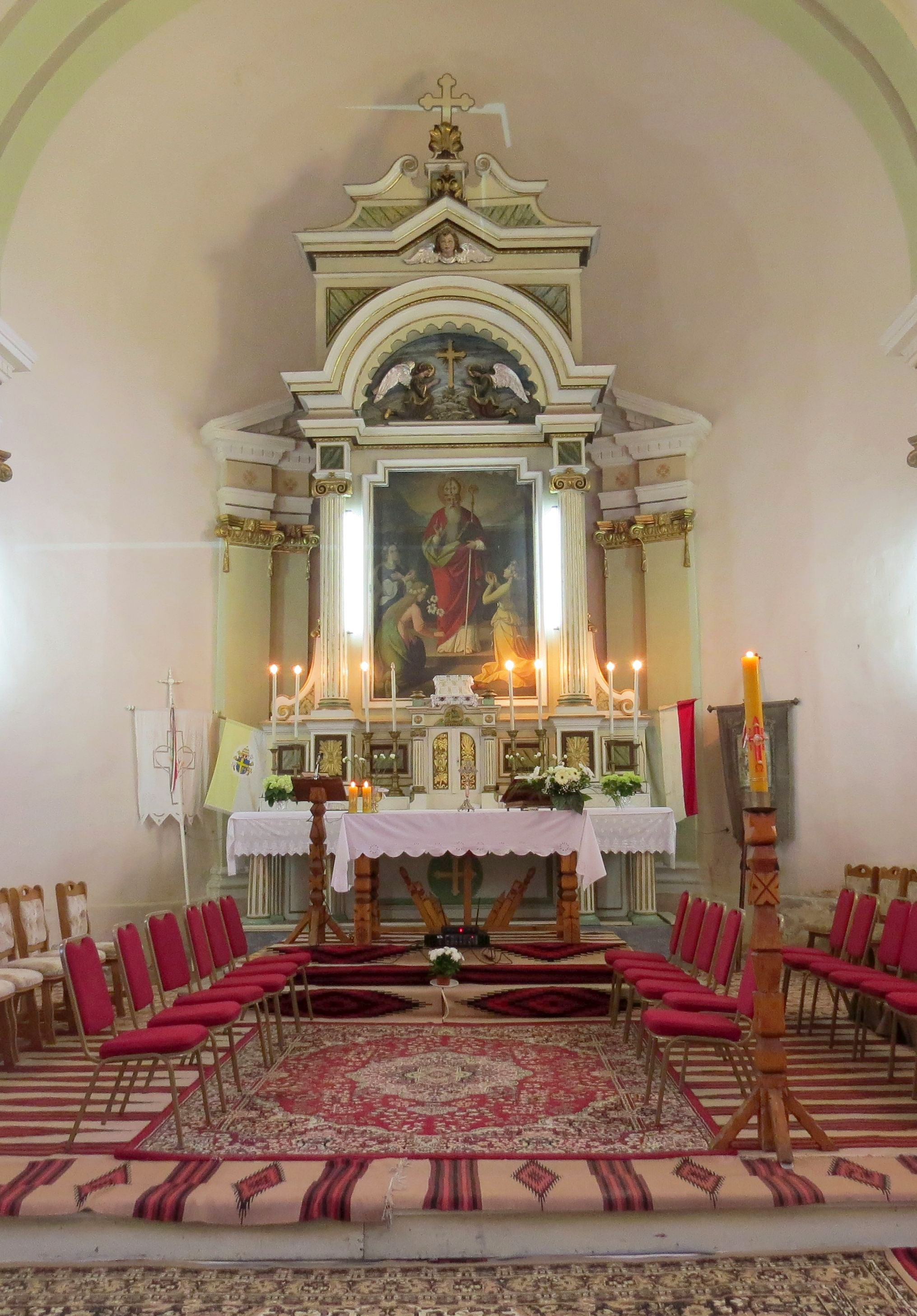
A templom oltára 2018-ban

## A templom búcsúja
A torjai római katolikus templom búcsúját a templom védőszentjének ünnepén, december 6-án Szent Miklós napján tartják. 

## Érdekességek
- Altorját a régi iratokban, a templom védőszentjéről Szentmiklóstorjának is nevezték.[6][1]
- A hagyomány szerint a reformáció terjedésekor, Ikafalváról hittérítők érkeztek  Feltorjára, ahol olyan sikerrel hirdették az új tanokat, hogy a község nagy része áttért a megújított vallásra. A hitszónokok elindultak Altorjára is, de Apor Ilona egybegyűjtötte jobbágyait, útjukat állták és visszatérésre kényszeríttették őket. Ennek emlékére nevezték el a helyet Szent Ilonának. A legenda az 1830-as években keletkezett, a felsőtorjai templomnak a fejedelmi biztosok általi átadását a reformátusok számára minden valószínűség szerint 1597-ben akadályozta meg Apor Péter dédanyja, Apor Andrásné, Lázár Borbála. Ez lehet a Szent Ilona legenda alapja. Az átadás 1603. július 17-ke előtt következett be. Altorján a vallási tagolódás a katolikusok nagy fölényét mutatja, 1869-ben a 2297 személyből 2130 volt katolikus és 34 református. [1]